# Вікторі-Лейкс (Нью-Джерсі)
Вікторі-Лейкс (англ. Victory Lakes) — переписна місцевість (CDP) в США, в окрузі Глостер штату Нью-Джерсі. Населення — 1999 осіб (2020).

## Географія
Вікторі-Лейкс розташоване за координатами 39°37′50″ пн. ш. 74°58′9″ зх. д. / 39.63056° пн. ш. 74.96917° зх. д. (39.630558, -74.969218).  За даними Бюро перепису населення США в 2010 році переписна місцевість мала площу 6,53 км², з яких 6,22 км² — суходіл та 0,31 км² — водойми.

## Демографія
Згідно з переписом 2010 року, у переписній місцевості мешкало 2111 особа в 738 домогосподарствах у складі 568 родин. Густота населення становила 323 особи/км².  Було 779 помешкань (119/км²).
Расовий склад населення:
| - 90,3 % — білих - 5,2 % — чорних або афроамериканців - 0,9 % — азіатів - 0,2 % — корінних американців |

До двох чи більше рас належало 2,6 %. Частка іспаномовних становила 3,6 % від усіх жителів.
За віковим діапазоном населення розподілялося таким чином: 22,5 % — особи молодші 18 років, 65,3 % — особи у віці 18—64 років, 12,2 % — особи у віці 65 років та старші. Медіана віку мешканця становила 39,7 року. На 100 осіб жіночої статі у переписній місцевості припадало 100,9 чоловіків;  на 100 жінок у віці від 18 років та старших — 98,4 чоловіків також старших 18 років.
Середній дохід на одне домашнє господарство  становив 86 130 доларів США (медіана — 75 592), а середній дохід на одну сім'ю — 87 143 долари (медіана — 74 922). За межею бідності перебувало 4,1 % осіб, у тому числі 6,9 % дітей у віці до 18 років та 0,0 % осіб у віці 65 років та старших.
Цивільне працевлаштоване населення становило 981 осіб. Основні галузі зайнятості: освіта, охорона здоров'я та соціальна допомога — 24,3 %, науковці, спеціалісти, менеджери — 16,6 %, виробництво — 12,2 %, будівництво — 10,6 %.